# Iegor Korchkov
Iegor Alekseïevitch Korchkov - en russe : Егор Алексеевич Коршков et en anglais : Yegor Korshkov - (né le 10 juillet 1996 à Novossibirsk en Russie) est un joueur professionnel russe de hockey sur glace. Il évolue au poste d'ailier.

## Biographie

### Carrière en club
Formé au Kazakhmys Karaganda, Korchkov débute en senior avec l'équipe réserve du Barys Astana dans le championnat du Kazakhstan en 2011. Il intègre les équipes jeunes du Lokomotiv Iaroslavl en 2012. Il est choisi par le Lokomotiv lors du Repêchage d'entrée dans la KHL 2013 afin que le club conserve ses droits sur le joueur. Il commence avec l'équipe professionnelle dans la Ligue continentale de hockey en 2014. Il est sélectionné au deuxième tour, en trente-et-unième position par les Maple Leafs de Toronto lors du repêchage d'entrée dans la LNH 2016. Il part en Amérique du Nord en 2019 et est assigné par les Maple Leafs aux Marlies de Toronto dans la Ligue américaine de hockey. Le 16 février 2020, il joue son premier match avec les Maple Leafs dans la Ligue nationale de hockey et marque son premier but face aux Sabres de Buffalo.

### En équipe nationale
Il représente la Russie au niveau international.

## Statistiques

### En club
| Saison    | Équipe                 | Ligue      |    | Saison régulière | Saison régulière | Saison régulière | Saison régulière | Saison régulière |   | Séries éliminatoires | Séries éliminatoires | Séries éliminatoires | Séries éliminatoires | Séries éliminatoires |
| Saison    | Équipe                 | Ligue      | PJ | B                | A                | Pts              | Pun              | PJ               | B | A                    | Pts                  | Pun                  |                      |                      |
| 2011-2012 | Barys Astana II        | Kazakhstan | 23 | 6                | 10               | 16               | 22               | -                | - | -                    | -                    | -                    |                      |                      |
| 2013-2014 | Loko Iaroslavl         | MHL        | 43 | 12               | 10               | 22               | 22               | 7                | 0 | 1                    | 1                    | 6                    |                      |                      |
| 2014-2015 | Lokomotiv Iaroslavl    | KHL        | 24 | 1                | 2                | 3                | 4                | -                | - | -                    | -                    | -                    |                      |                      |
| 2014-2015 | Loko Iaroslavl         | MHL        | 23 | 13               | 15               | 28               | 18               | 14               | 5 | 8                    | 13                   | 10                   |                      |                      |
| 2015-2016 | Lokomotiv Iaroslavl    | KHL        | 41 | 6                | 6                | 12               | 23               | 4                | 0 | 0                    | 0                    | 0                    |                      |                      |
| 2015-2016 | Loko Iaroslavl         | MHL        | 4  | 2                | 4                | 6                | 6                | 15               | 9 | 10                   | 19                   | 10                   |                      |                      |
| 2016-2017 | Lokomotiv Iaroslavl    | KHL        | 36 | 6                | 13               | 19               | 24               | 15               | 1 | 2                    | 3                    | 10                   |                      |                      |
| 2016-2017 | Loko Iaroslavl         | MHL        | 2  | 0                | 0                | 0                | 4                | -                | - | -                    | -                    | -                    |                      |                      |
| 2017-2018 | Lokomotiv Iaroslavl    | KHL        | 52 | 8                | 18               | 26               | 45               | 9                | 1 | 1                    | 2                    | 16                   |                      |                      |
| 2018-2019 | Lokomotiv Iaroslavl    | KHL        | 19 | 3                | 2                | 5                | 6                | 9                | 0 | 3                    | 3                    | 4                    |                      |                      |
| 2018-2019 | Marlies de Toronto     | LAH        | -  | -                | -                | -                | -                | 9                | 1 | 0                    | 1                    | 4                    |                      |                      |
| 2019-2020 | Marlies de Toronto     | LAH        | 44 | 16               | 9                | 25               | 22               | -                | - | -                    | -                    | -                    |                      |                      |
| 2019-2020 | Maple Leafs de Toronto | LNH        | 1  | 1                | 0                | 1                | 0                | -                | - | -                    | -                    | -                    |                      |                      |
| 2020-2021 | Lokomotiv Iaroslavl    | KHL        | 59 | 17               | 17               | 34               | 26               | 11               | 3 | 6                    | 9                    | 0                    |                      |                      |
| 2021-2022 | Lokomotiv Iaroslavl    | KHL        | 44 | 11               | 11               | 22               | 18               | 4                | 1 | 0                    | 1                    | 4                    |                      |                      |
| 2022-2023 | Lokomotiv Iaroslavl    | KHL        | 40 | 4                | 8                | 12               | 35               | 7                | 0 | 1                    | 1                    | 2                    |                      |                      |
| 2023-2024 | Amour Khabarovsk       | KHL        | 67 | 15               | 29               | 44               | 32               | 6                | 2 | 1                    | 3                    | 0                    |                      |                      |
| 2024-2025 | Ak Bars Kazan          | KHL        | 30 | 8                | 15               | 23               | 18               | 5                | 0 | 1                    | 1                    | 0                    |                      |                      |

### En équipe nationale
| Année | Compétition                          |   | PJ | B | A | Pts | Pun | +/-                |  | Résultat |
| 2014  | Championnat du monde moins de 18 ans | 5 | 1  | 0 | 1 | 4   | 0   | 5e place           |  |          |
| 2016  | Championnat du monde junior          | 7 | 2  | 6 | 8 | 16  | +4  | Médaille de bronze |  |          |
| 2016  | Euro Hockey Tour                     | 3 | 0  | 0 | 0 | 0   | 0   | 4e place           |  |          |